# Elburg (stad)

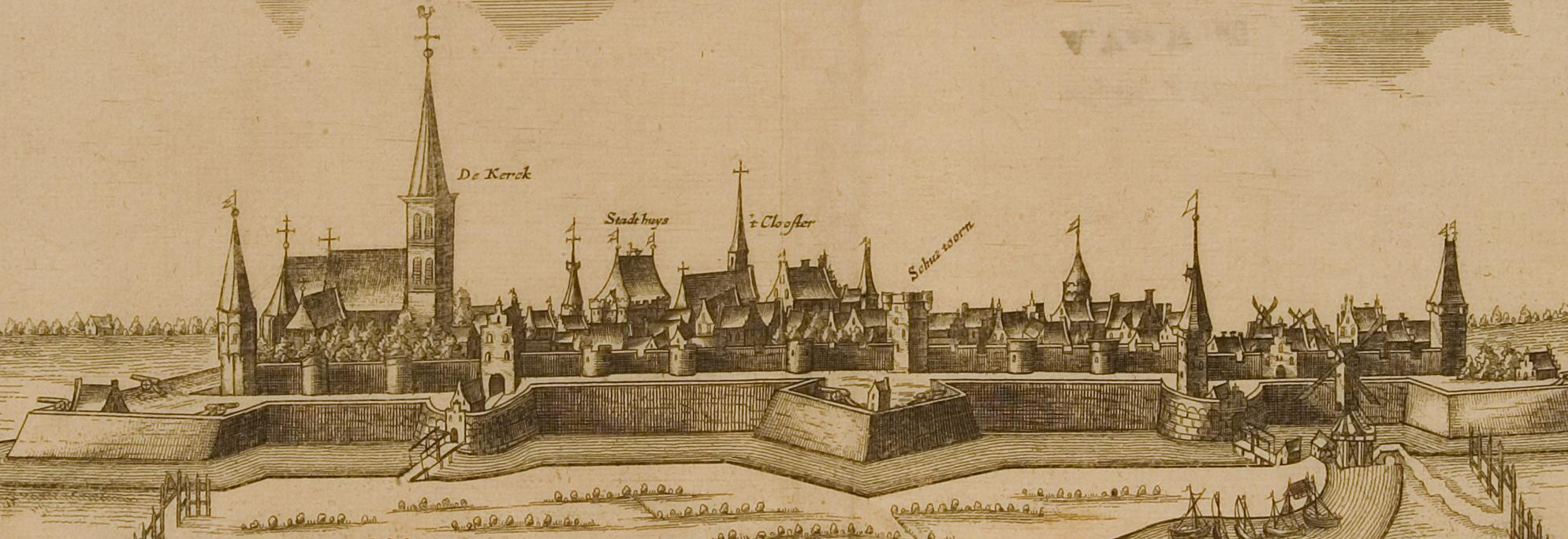
Zeventiende-eeuws panorama van de stad Elburg door Nicolaes van Geelkercken

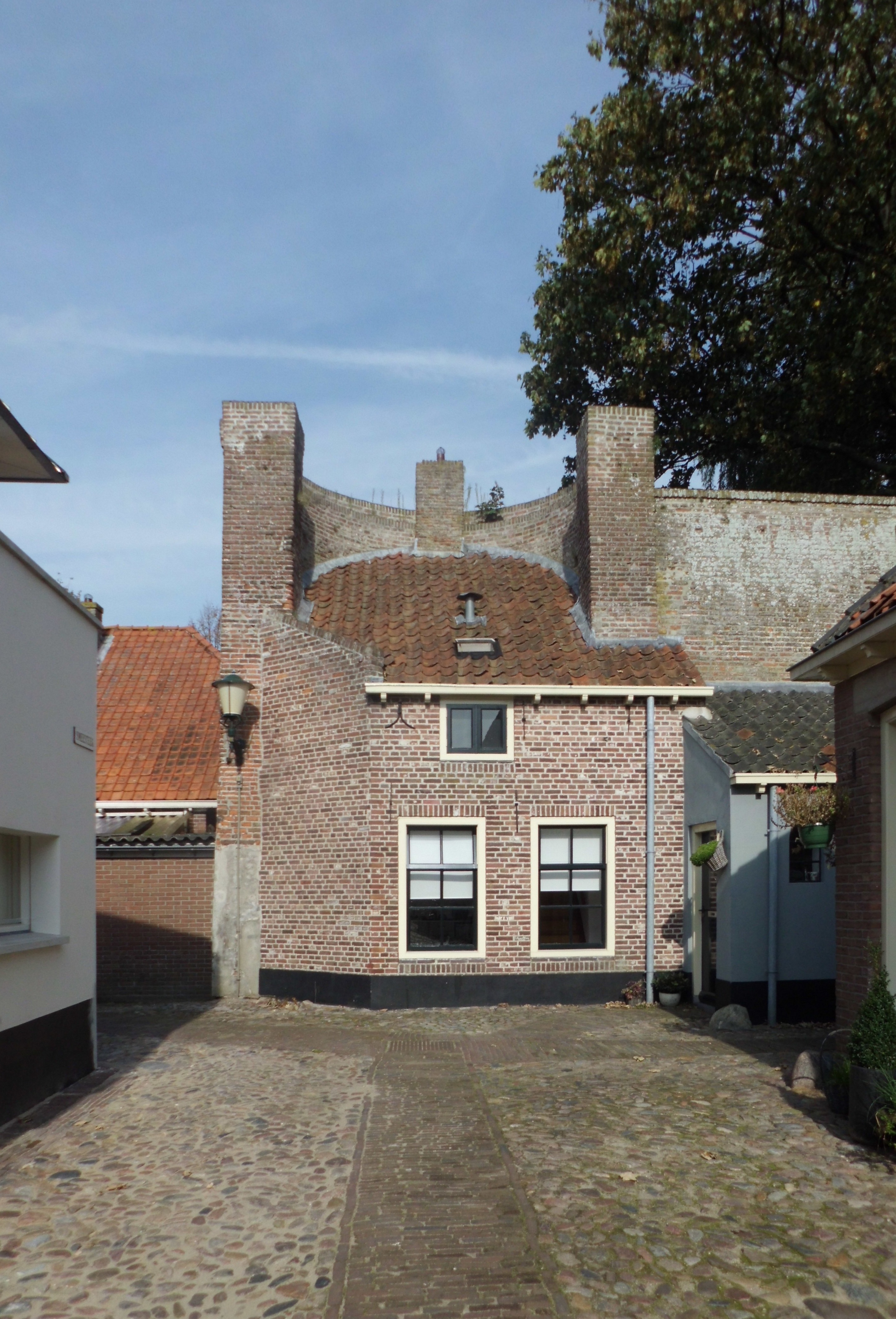
Woning in verdedigingsmuur

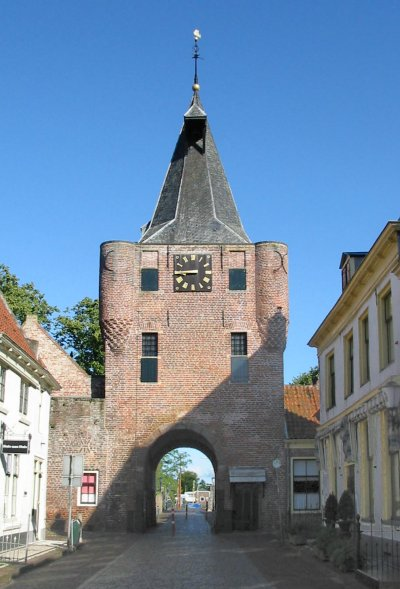
Vischpoort

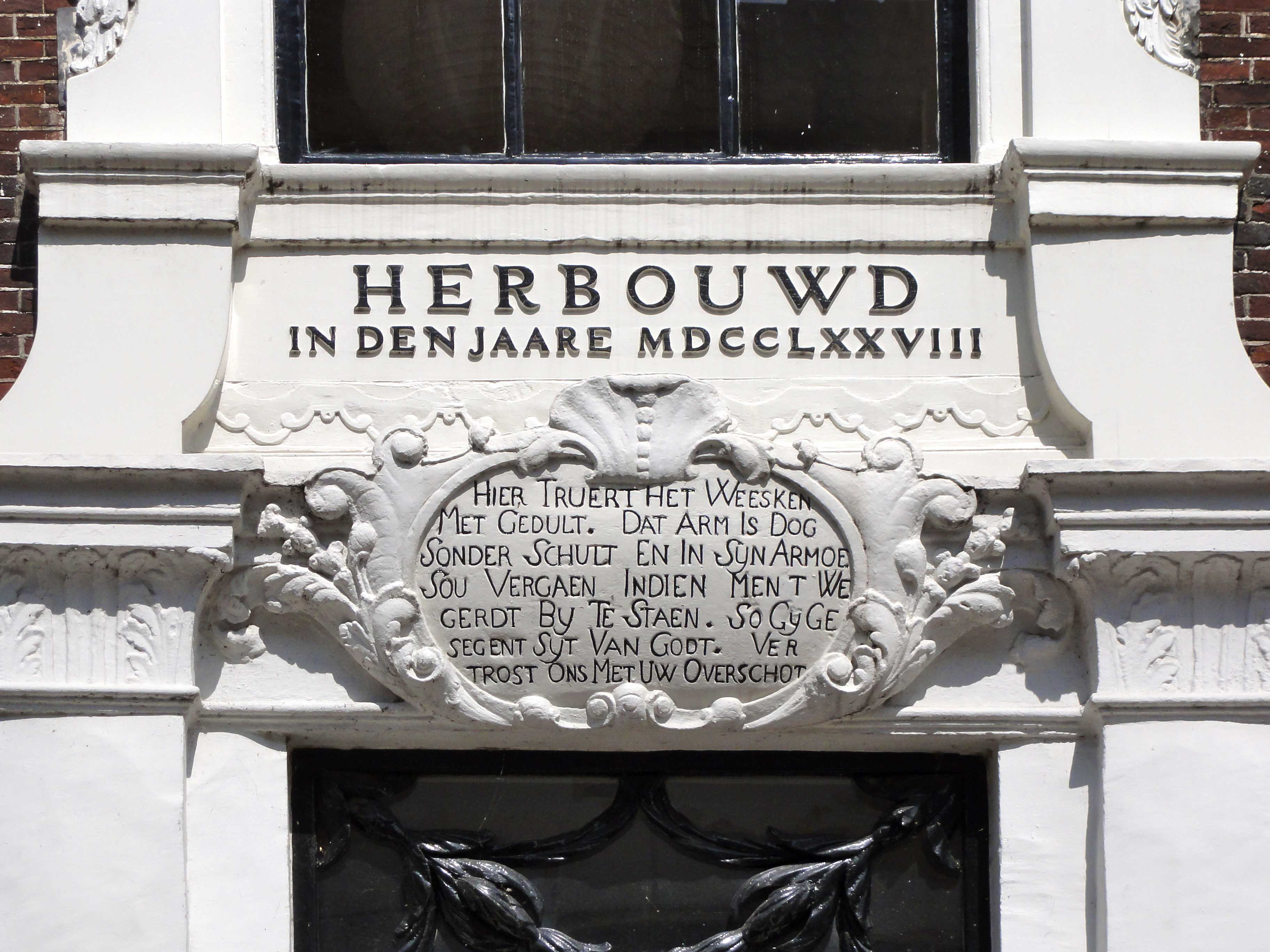
Opschrift voormalig weeshuis

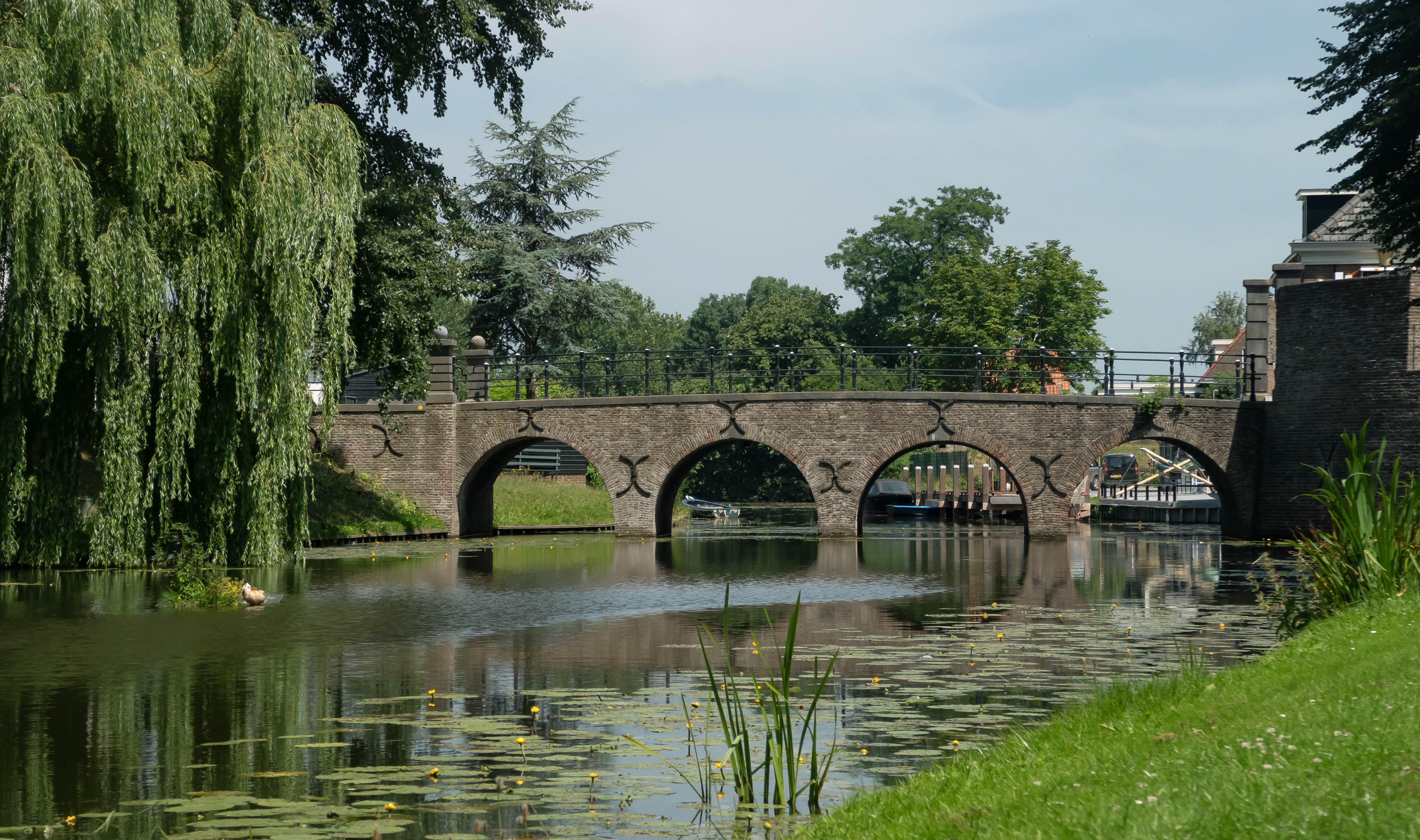
Vischbrug bij ingang vesting

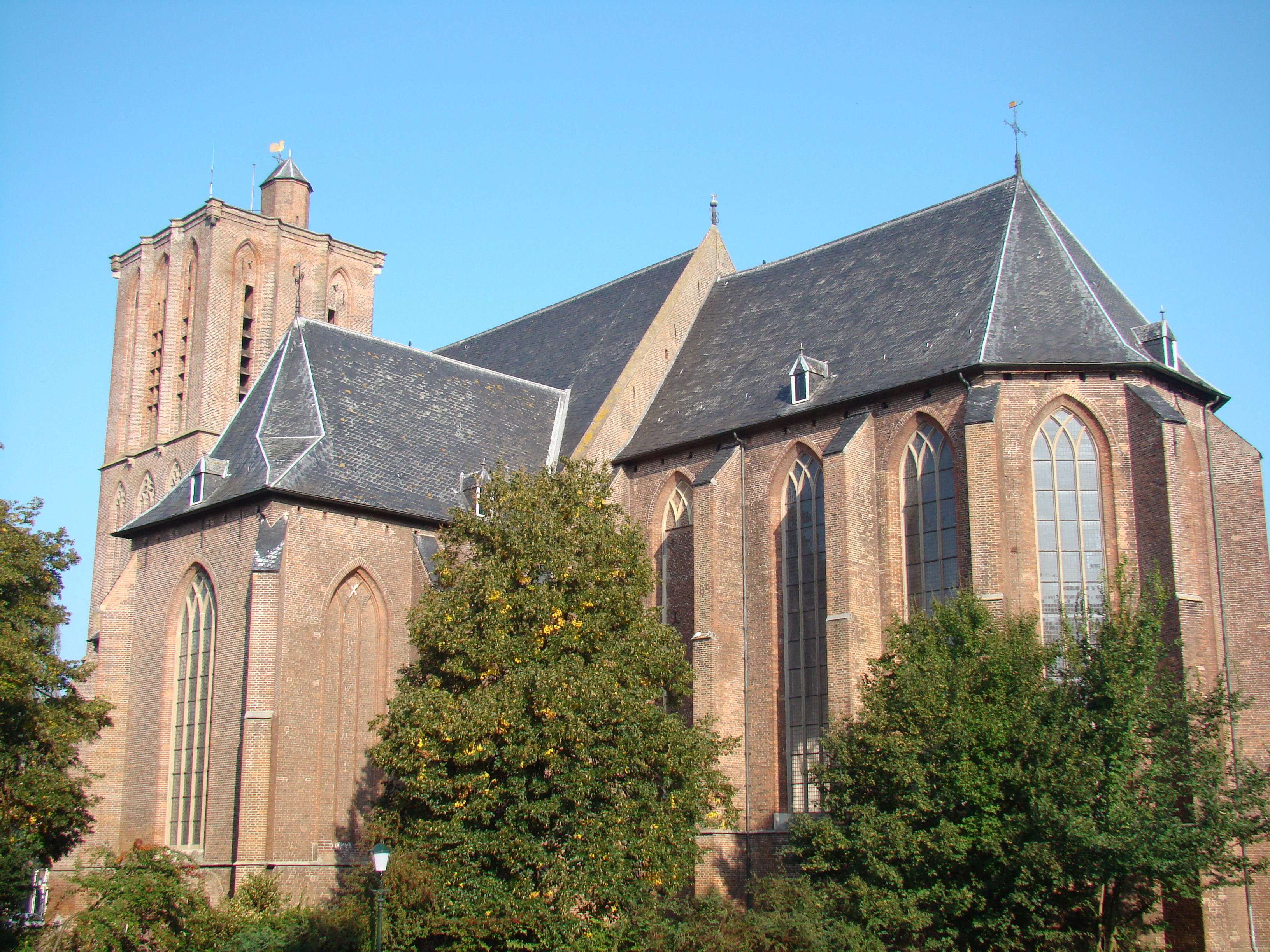
Grote of Sint-Nicolaaskerk

Elburg (uitspraakⓘ) is een Hanzestad in Nederland. Het is gelegen aan het Veluwemeer en het Drontermeer in de provincie Gelderland, en is de hoofdplaats van de gemeente Elburg. De stad Elburg is vooral bekend vanwege haar middeleeuwse vesting met een nagenoeg volledig recht stratenplan. In 2023 telde de plaats Elburg 12.620 inwoners. De oostelijke nieuwbouw van de stad en het dorp Oostendorp zijn aan elkaar vastgegroeid, net als de buurtschap Nieuwstad met de woonwijk Molendorp.

## Geschiedenis
Ooit was Elburg een vissers- en handelsplaatsje dat rechtstreeks op de Zuiderzee uitkeek en bestond uit een lintbebouwing rondom de huidige Ellestraat en het verlengde daarvan. Elburg en haar vrijheid waren onderdeel van het oude Doornspijk. Een charter van graaf Floris V van Holland van 27 maart 1291 is de oudst bekende schriftelijke bron waarin voor het eerst over Elburg als stad wordt gesproken.

### Stadsrecht en privileges
Aangenomen wordt dat Elburg tussen 1220 en 1271 stadsrechten kreeg, vermoedelijk van graaf Otto II van Gelre en mogelijk in 1233. Op 5 september 1310 werden deze stadsrechten op de landdag van Speyer vervallen verklaard omdat Otto niet bevoegd was om stadsrechten te verlenen en geen koninklijke toestemming had gevraagd. Op 4 december 1312 werden de oude stadsrechten door Reinald I met bewilliging herbevestigd en uitgebreid. Elburg kreeg dezelfde rechten als Doesburg. In 1341 geeft Hertog Reinoldt van Gelre aan de stad Elburg alle vrijheijt, die de stadt van Zutphen heeft. In 1488 werd de stad door stadhouder Adolf van Nassau gesommeerd soldaten te leveren voor het rijksleger van Maximiliaan onder dreiging van verlies van de privileges.

### Oude stad vóór 1392
Het oude Elburg was een langgerekte bewoning aan een lange straat (de 'Oude Straat') vanaf de Oude Bleek in het noorden tot voorbij de 'Oude Kerk' naar het zuiden. Op deze hoger gelegen kuststrook nam in de dertiende eeuw de bevolking toe, waardoor er zich vissers, ambachtslieden en handelslui vestigden. Hierdoor kreeg het gebied stedelijke kenmerken op grond waarvan het stadsrecht kreeg. Hiervan is geen oorkonde bewaard gebleven maar het moet verleend zijn tussen 1220 en 1271 en mogelijk op 3 juli 1233 door graaf Otto II. Uit een reconstructie aan de hand van de kaart van Jacob van Deventer uit ongeveer 1560 blijkt dat de oude stad Elburg gelegen heeft aan weerszijden van de Oude Straat vanaf de Goorsluis tot aan de Oude Bleek. Het gedeelte van de Oude Straat, dat nu Ellestraat heet, werd met de bebouwing aan weerszijden, samen met de nieuw aangelegde stad opgenomen binnen de ommuring. Daarmee werd de Oude Straat een tegen de stadsmuur doodlopende weg.

### Verplaatsing van de stad
Op 2 oktober 1392 gaf Willem van Gulik, de toenmalige hertog van Gelre, het bevel om de stad Elburg te verplaatsen en haar vrijheid uit te breiden. Hij gaf hiertoe zijn rentmeester Arent thoe Boecop de volgende opdracht: "Wij willen dat sy onze stat versetten sullen op een andere stede." Voor zover bekend is er geen specifieke of dringende reden voor de verplaatsing van de stad, en zijn machtspolitieke motieven van de graaf, zoals voor veel middeleeuwse nieuwe steden gold, voor de nieuwe aanleg Elburg niet evident. Het motief voor de aanleg van de nieuwe stad Elburg was het maken van winst door Thoe Boecop. Veel publicaties veronderstellen dat de reden voor de nieuwe aanleg van Elburg de bedreiging of verwoesting door de Zuiderzee zou zijn. Daar is echter geen enkel bewijs voor gevonden.
Dit plan kon worden uitgevoerd dankzij de welvaart die Elburg als Hanzestad in die tijd kende. Arent thoe Boecop liet in vier jaar tijd (1392-1396), gebruik makend van een deel van de bebouwing van de oude stad, een nieuwe stad bouwen met een vrijwel rechthoekige plattegrond, waarin de straten planmatig werden aangelegd. De oorspronkelijke bebouwing rondom Olde straat, de latere Ellestraat, waar het Heilige-Geestgasthuis stond, werd deels opgenomen in dit plan.
Na de bouw van de nieuwe stad stond het kerkgebouw nog altijd op de oude plaats buiten de nieuwe stadsmuren. Pas in 1397 gaf de bisschop zijn goedkeuring om de huidige Grote of Sint-Nicolaaskerk binnen het nieuwe stadje te herbouwen. Op dat moment was er nog een plaats in de hoek vrij en dus is Elburg een van de weinige oude steden waar de kerk niet centraal maar aan de rand staat. De bouw van deze oorspronkelijk rooms-katholieke kerk en na de hervorming van eind 16e eeuw protestants geworden kerk gebeurde nogal overhaast, want al na vijftig jaar moest de kerk gerenoveerd worden. De puntige torenspits die ooit op de kerk stond, brandde in 1693 na een blikseminslag volledig af, waardoor sindsdien alleen nog maar de hoekige bovenbouw zichtbaar én beklimbaar is.

### Vesting
Elburg werd eind 14e eeuw niet alleen verplaatst, maar ook maakte men er een vesting van met grachten, muren en een aantal verdedigingstorens. Het stratenpatroon van Elburg dateert grotendeels uit de 14e eeuw. Vanwege de ontwikkelingen in de oorlogsvoering werd aan het eind van de 16e eeuw buiten de toenmalige gracht een tweede verdedigingswal en gracht gegraven. De Vischpoort nabij de haven was onder de naam Visscherstoren oorspronkelijk als gesloten verdedigingswerk gebouwd, maar werd in 1592 omgebouwd tot een open poorttoren. In 1992 werden er opnieuw poortdeuren in aangebracht.

### Tachtigjarige Oorlog
In 1572 werd de vestingstad Elburg tijdens Oranjes tweede invasie door het geuzenleger van Willem van den Bergh, zwager van Willem van Oranje, ingenomen. Na het Bloedbad van Zutphen, door Don Frederik, de zoon van Alva, koos Elburg in hetzelfde jaar, samen met de eerder door Van den Bergh ingenomen steden, uit puur lijfsbehoud de zijde van Filips II, koning van Spanje. Willem van den Bergh koos in 1583 ook voor de Spaanse zijde. Zijn jongste zoon Hendrik van den Bergh, volle neef van stadhouder Frederik Hendrik, was jarenlang opperbevelhebber van de Spaanse troepen in de Nederlanden. Nadat hij in 1632 uit ontevredenheid met het Spaanse beleid de Nederlandse zijde koos, bewoonde hij vanaf 1636 een pand in Elburg. Hier is hij twee jaar later in 1638 ook gestorven. Elburg werd noch door de Spanjaarden en noch door de Staatsen aangevallen. Bij het keren van de kansen koos Elburg alsnog voor de Republiek.

### Na de 17e eeuw
In de 18e eeuw zakte de visserij in Elburg flink in. In 1749 waren van de oorspronkelijke vloot nog drie vissers over. In 1785 werden de patriottische steden Elburg en Hattem door de Oranjegezinde legers bezet. Rond 1798 is er sprake van 21 vissers, waarmee de belangrijkheid van de vissers was toegenomen In dat jaar werd het vissersgilde opgeheven. Er waren toen 10 binnenschepen voor visserij en 8 zeeschepen. 
Het is vooral de Noordzeevisserij die het zwaar heeft door de voortdurende oorlog met Engeland. Omstreeks 1840 zijn er geen Noordzeevissers meer in Elburg. Maar Elburg ziet daarna wel een groei in de Zuiderzeevisserij, van 19 vaartuigen in 1858 naar 51 in 1895. 
In de stad waren drie bokking- en palingrokerijen. In een rapport uit 1889 werd gemeld dat visserij een belangrijk werkgelegenheid is voor de bewoners van de stad. Het aantal vissers dat er echt voldoende van kan leven is volgens datzelfde rapport echter laag.
Door de afsluiting van de Zuiderzee en de inpoldering verdween in de tweede helft van de 20ste eeuw de visserij helemaal uit Elburg. Zie verder het kopje over de visserijhaven.
Tot 1974 was de stad Elburg een zelfstandige gemeente. De gemeente fuseerde met een deel van de gemeente Doornspijk en zo ontstond de nieuwe gemeente Elburg. Het gemeentehuis van de gemeente is sindsdien niet in Elburg maar in het dorp Oostendorp gevestigd.
In de loop van de twintigste eeuw zijn woonwijken gebouwd op enige afstand van de oude stad, zodat het karakter van de vesting bewaard kon blijven. Bij de buurtschap Nieuwstad even ten zuiden van Elburg werd in 20ste eeuw de woonwijk Molendorp gebouwd, ook wel Nieuwstad wordt genoemd. De latere uitbreiding van Elburg was aan de oostkant van de stad met de wijken Oosthoek en De Vrijheid. Met de bouw van deze woonwijken groeiden Elburg en Oostendorp tegen elkaar aan.

## Historische bouwwerken

### Voormalige synagoge
Aan de Jufferenstraat 5 staat met een neoclassicistisch bakstenen poortje met een Hebreeuwse tekst uit Psalm 55;15, de voormalige, in 1855 door de Joodse gemeenschap in gebruik genomen synagoge. Ze werd gevestigd in de verbouwde zestiende-eeuwse, onderkelderde residentie van graaf Hendrik van den Bergh. Het gebouw, dat na de Tweede Wereldoorlog niet meer in gebruik kwam als godshuis, is later onder de naam Sjoel Elburg een museum geworden dat herinnert aan de Joodse gemeenschap van de stad en van Nederland.

### Vischpoort
Het Munthuis van Elburg is gevestigd in de Vischpoortstraat. Langs de stadsmuur nabij de haven ligt de oudste nog werkende touwbaan van Nederland. In de Schapesteeg staat het in gotische stijl gebouwde Arent Thoe Boecophuis. Dit gebouw had de rentmeester voor zijn opdrachtgever de hertog van Gelre laten bouwen, die het op zijn beurt aan de rentmeester schonk. Diens kinderen verkochten het in 1401 aan de stad Elburg. Vanaf 1401 tot 1954 was er het stadhuis van Elburg gevestigd. In de Zuiderwalstraat bevindt zich achter een groene houten deur de kloostertuin van het uit de 15e eeuw stammende voormalige Agnietenklooster. Hier was na 1954 het gemeentehuis gevestigd en thans herbergt het Museum Elburg. De voormalige refter van het klooster doet nog steeds dienst als trouwzaal.
In de 19e eeuw werd een groot deel van de stadsmuren en torens geslecht om ruimte te maken voor nieuwe behuizing van de groeiende bevolking. Mede omdat Elburg geen treinverbinding heeft en het omliggende gebied vanouds redelijk arm was, is de groei in de 19e en de eerste helft van de 20e eeuw beperkt gebleven. Wel reed van 1908 tot 1931 de Zuiderzeetramweg (Nunspeet – Hattemerbroek) dwars door Elburg en was net buiten de vestingwallen de remise van deze stoomtramlijn. Er was wel sprake van nieuwbouw, maar die werd gebouwd ver buiten de historische stadskern. Hierdoor zijn de stadsgracht, de Vischpoort (waarin nu het Visserijmuseum is ondergebracht), de kazematten, de vestingwallen en een deel van de stadsmuur nog altijd intact gebleven. Het feit dat Elburg naast Hanzestad ook als vestingstad bekendstaat, vormt een belangrijke reden voor toeristen om een bezoek aan de stad te brengen.
Het Nationaal Orgelmuseum bevindt zich in het Arent thoe Boecophuis.

### Visserijhaven

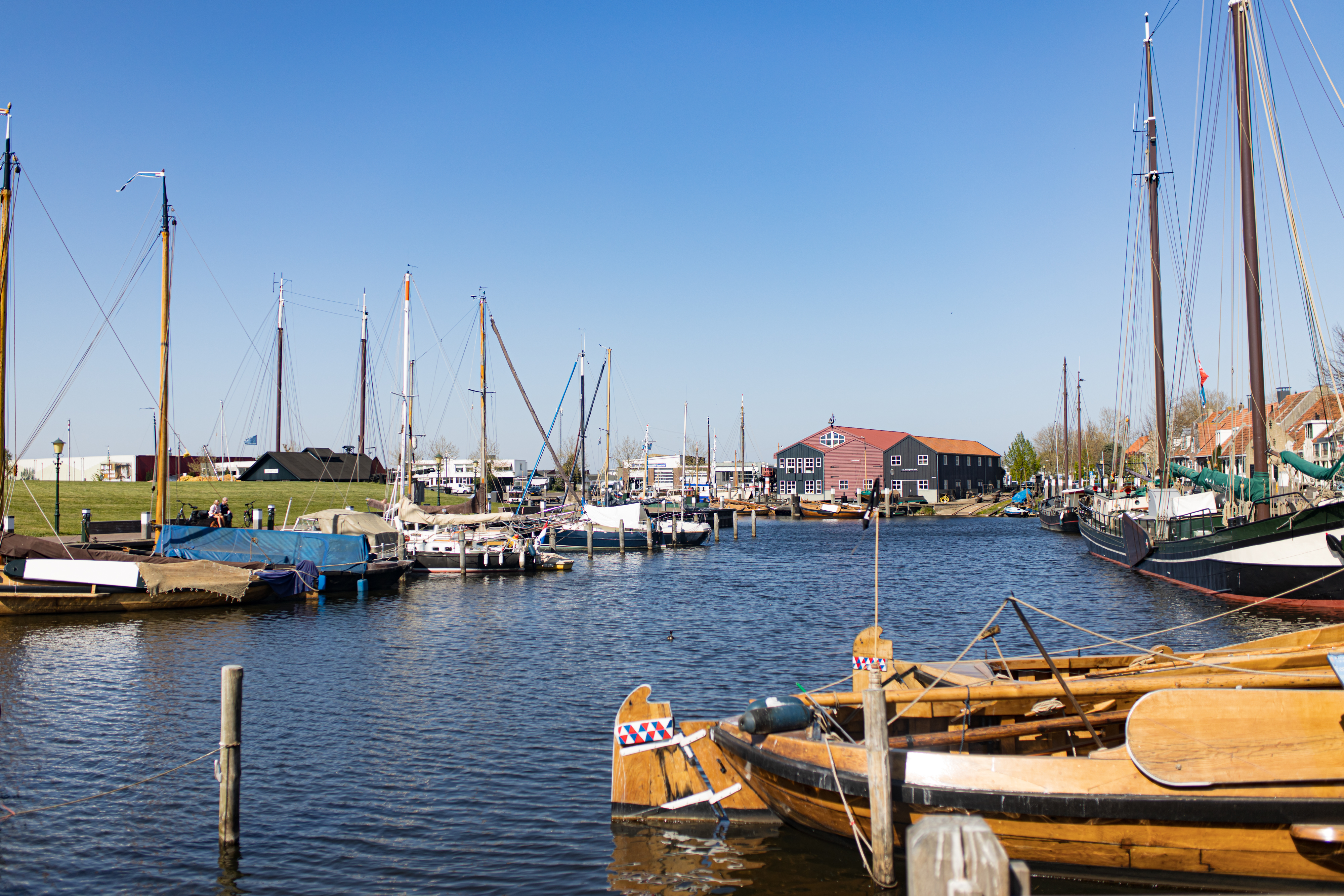
De haven

De voormalige Zuiderzeestad Elburg heeft een kleine visserijhaven met havenkom in de nabijheid van de Vischpoort. Door de afsluiting van de Zuiderzee en later de inpoldering is Elburg de visserij in de tweede helft van de 20ste eeuw kwijt geraakt. In Flevoland is het voormalige havenhoofd (Kop van 't Ende) nog altijd te zien. Aan de havenkom was tot voor kort de omstreeks 1787 opgerichte botterwerf Balk gevestigd. In 2008 is op de locatie de werf van de botterstichting gekomen, waar historische botters worden gebouwd, gerestaureerd en onderhouden. De historische bottervloot heeft de vaste ligplaats in de oude havenkom, voor recreatievaart zijn aan de oude toegangsvaart vele ligplaatsen.

## Monumenten

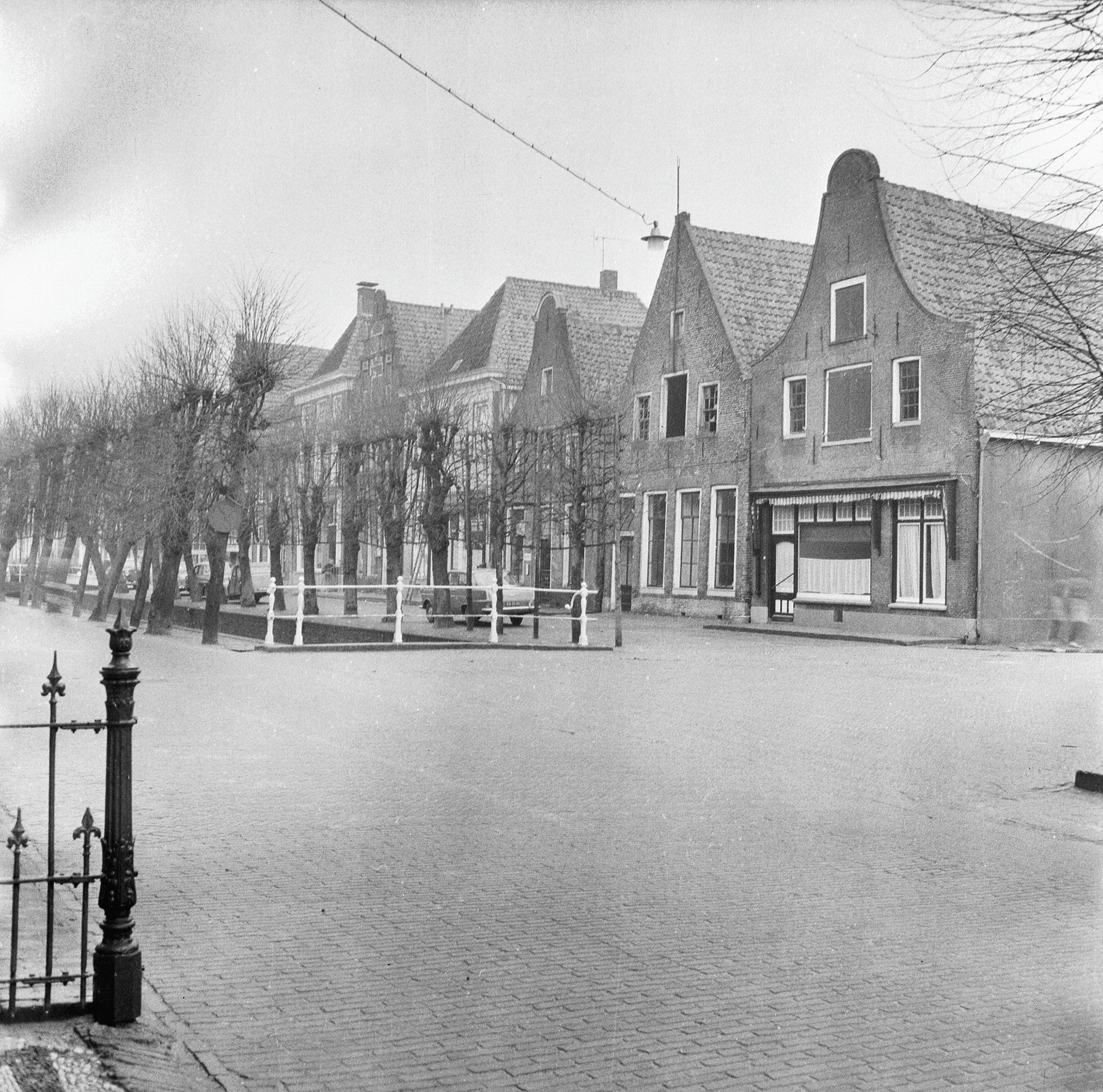
De Beekstraat met typerende gevels.

Een deel van Elburg is een beschermd stadsgezicht. Verder zijn er in Elburg enkele honderden rijksmonumenten, gemeentelijke monumenten en een aantal oorlogsmonumenten, zie:
- Lijst van rijksmonumenten in Elburg (plaats)
- Lijst van gemeentelijke monumenten in Elburg (plaats)
- Lijst van oorlogsmonumenten in Elburg

### Keitjesstoepen

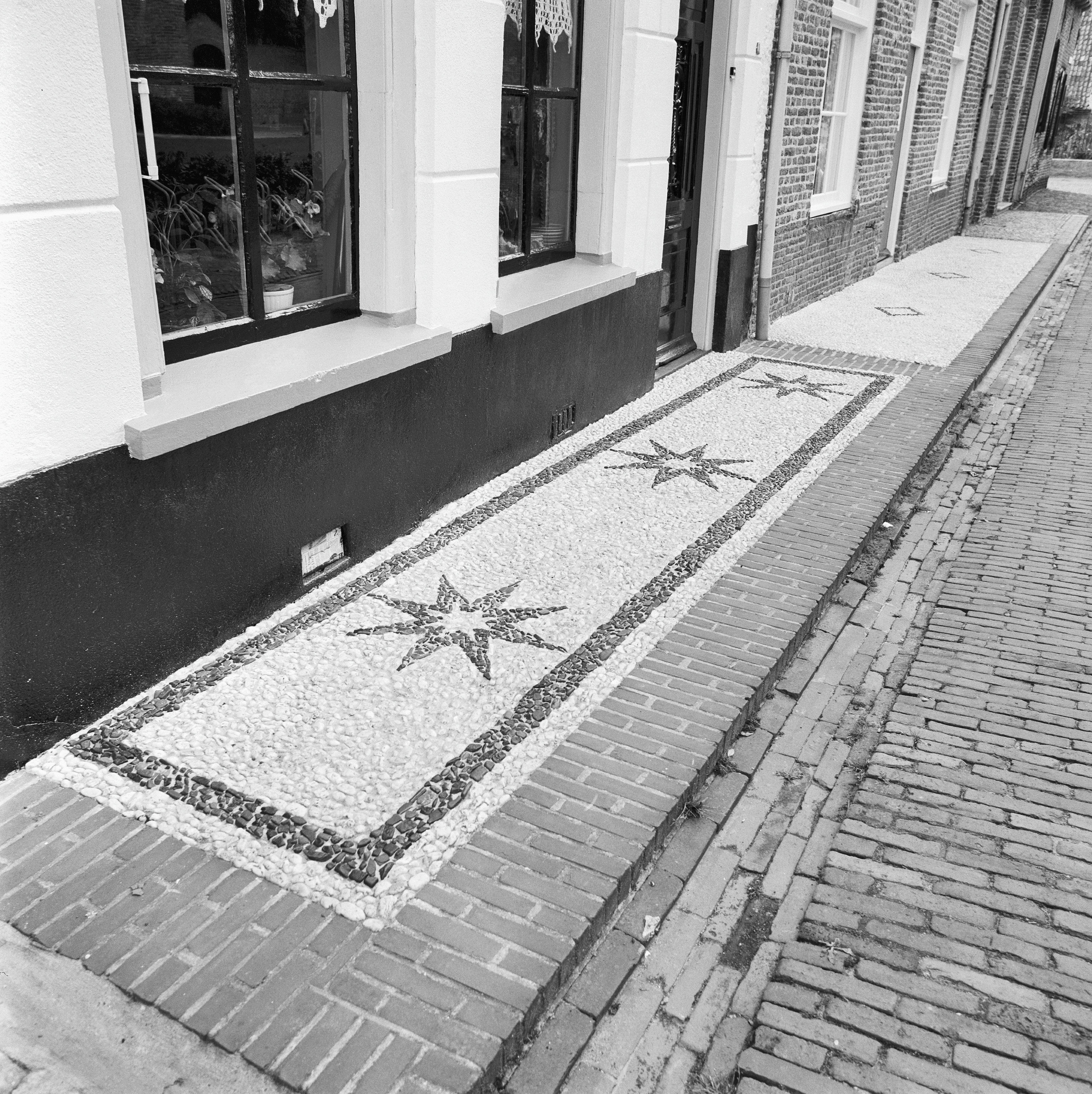
Keitjesstoep met achtpuntige sterren voor een huis in Elburg.

Elburg heeft karakteristieke en door Monumentenzorg beschermde keitjesstoepen. Deze stoepen die voor sommige oude huizen liggen, zijn gemaakt van witte keitjes, met ingelegde figuren van zwarte keitjes. Ze zouden vroeger zijn gelegd van zwerfstenen die gevonden werden op de Woldberg. Al voor de 18e eeuw moet het gebruik zijn geworden stoepen van zulke keitjes te metselen. Er ontstond in Elburg een soort metselaars volkskunst waarbij men zich van allerlei zinnebeelden en versieringsmotieven bediende: achtpuntige sterren, ruiten, bloemvormen, radvormen,  en vroeger ook dieren. Een oude vermelding van deze veldsteentjes is uit 1843 Bekend is dat Elburg haar straten begon te plaveien in 1615. Wout Ostendorf onderscheidt meerdere tekens en figuren met soms symbolische betekenissen, die (nog) niet te achterhalen zijn. Veelal geeft nu het symbool de aard van het bedrijf weer dat in het achtergelegen perceel wordt uitgeoefend, zoals een vis bij een vishandel en een krakeling bij een bakker.

## Musea
In en rond de vesting van Elburg zijn de volgende musea gevestigd:
- Museum Elburg
- Visafslag Elburg
- Museumsmederij de Hoefkamer
- Bottermuseum 'De Hellege'
- Nationaal Orgelmuseum
- Sjoel
- Touwslagerij Deetman

## Evenementen
Elk jaar in september vinden de Botterdagen plaats waarbij verschillende botters aanleggen in de haven van Elburg.
Sinds 2012 vindt jaarlijks tussen Hemelvaart en Pinksteren het Vestingval plaats; beeldende kunstenaars tonen hun werk op een groot aantal locaties en er is dans, muziek, poëzie, drama en theater.
In 1990 vond de landelijke intocht van Sinterklaas plaats in Elburg. Ook in 2020, exact dertig jaar nadien, werden er opnames gemaakt voor de landelijke intocht, vanwege de coronacrisis zonder publiek. De Havenkade werd daarbij hernoemd naar Dieuwertje Blokkade, ter ere van presentatrice Dieuwertje Blok die dat jaar voor de twintigste maal het Sinterklaasjournaal presenteerde.

## Volkslied
Elburg kent een volkslied: "Waar het brood uit water kwam".

## Bijnaam
Elburgers worden ook wel 'Botbekkers' genoemd.

## Bekende Elburgers
- Jan van Bennekom (1905-1981), politicus
- Anton Bicker Caarten (1902-1990), molendeskundige en schrijver
- Kira Bulten (1973), zwemster
- Hans Van Elburcht (ca. 1500-1571), schilder
- Gert-Jan van der Heiden (1976), hoogleraar metafysica
- Jan Hendrik van Kinsbergen (1735-1819), zeeofficier, auteur en filantroop
- Eppie Klein (1955), politicus
- Pieter Jan Leusink (1957), dirigent
- Jurjan Lipke (1982), organist
- Jacob Jan van der Maaten (1820-1879), kunstschilder
- Wim Magré (1962-2019), organist
- Reinder Nummerdor (1976), volleybalspeler
- Henk Slebos (1943-2025), metallurg
- Bert Smallenbroek (1936), burgemeester
- Rick van Velthuysen (1961), diskjockey en programmamaker
- Peter Wessels (1978), tennisser

### Van Kinsbergen
De Nederlandse opperbevelhebber van de vloot en filantroop Jan Hendrik van Kinsbergen heeft van 1796 tot 1799 in Elburg in een dubbelpandig huis aan de Jufferenstraat 17 en 19 gewoond, voordat hij naar Apeldoorn, naar Huize Welgelegen, verhuisde. Ook een deel van zijn jeugdjaren had hij in Elburg doorgebracht. Als rijke filantroop zette hij zich onder andere in voor het onderwijs en de huisvesting van armen in Elburg. Hij was medeoprichter van een onderwijsinstelling, het Instituut van Kinsbergen.
Nabij de kerk is een straat naar Van Kinsbergen genoemd. Vanuit de kerk gezien is het het eerste huis aan de rechterkant in deze straat. Oorspronkelijk was het een gildehuis, dat in 1585 een weeshuis werd. Aan het einde van de 18e eeuw werd er een Latijnse school gevestigd, het hiervoor genoemde Instituut van Kinsbergen. Van Kinsbergen schonk zijn nautische instrumentaria en zijn bibliotheek aan deze school en steunde de school ook financieel. Nu is het een kerkelijk centrum van de Nederlandse Hervormde Kerk. Boven de deur staat in een cartouche een gedichtje van Vondel, de vertaling is:
"Richt uw geest op de studiën en al wat schoon en eerbaar is."

## Galerij

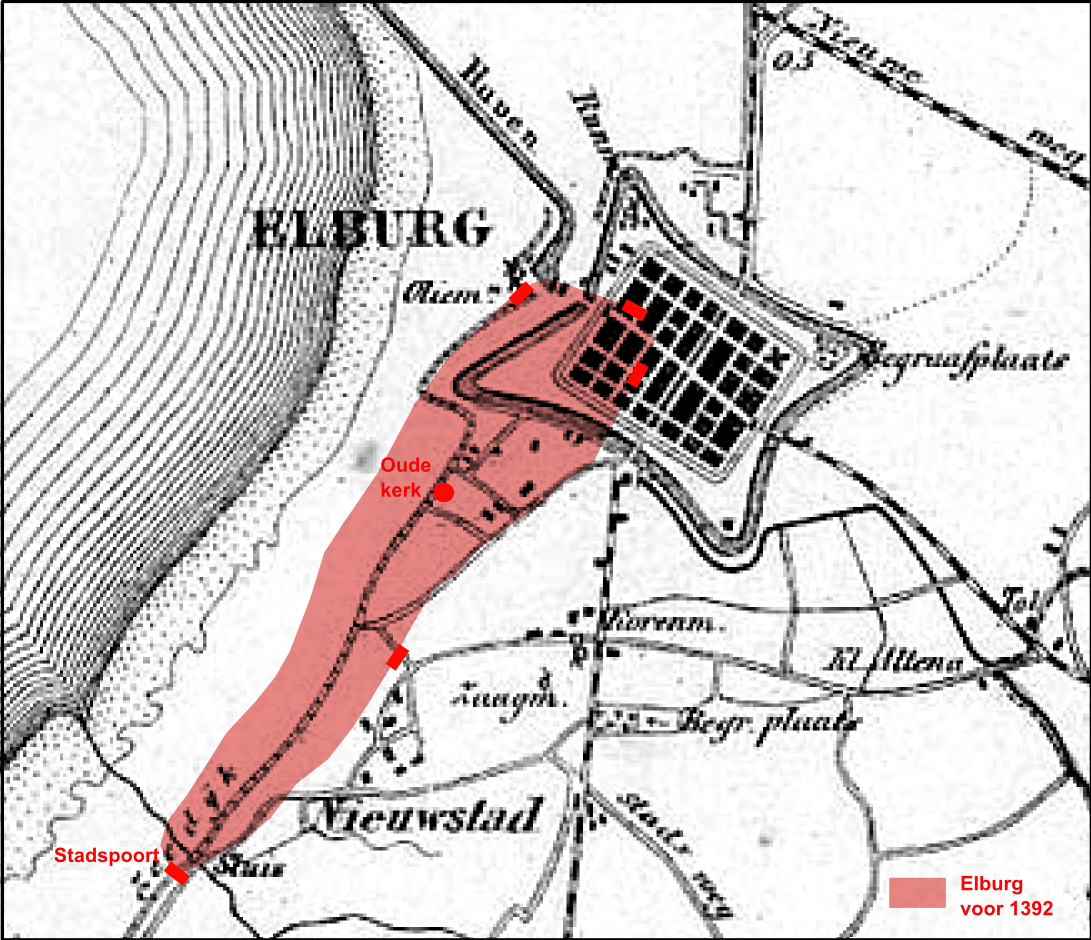
Locatie voor 1392 volgens Rutte
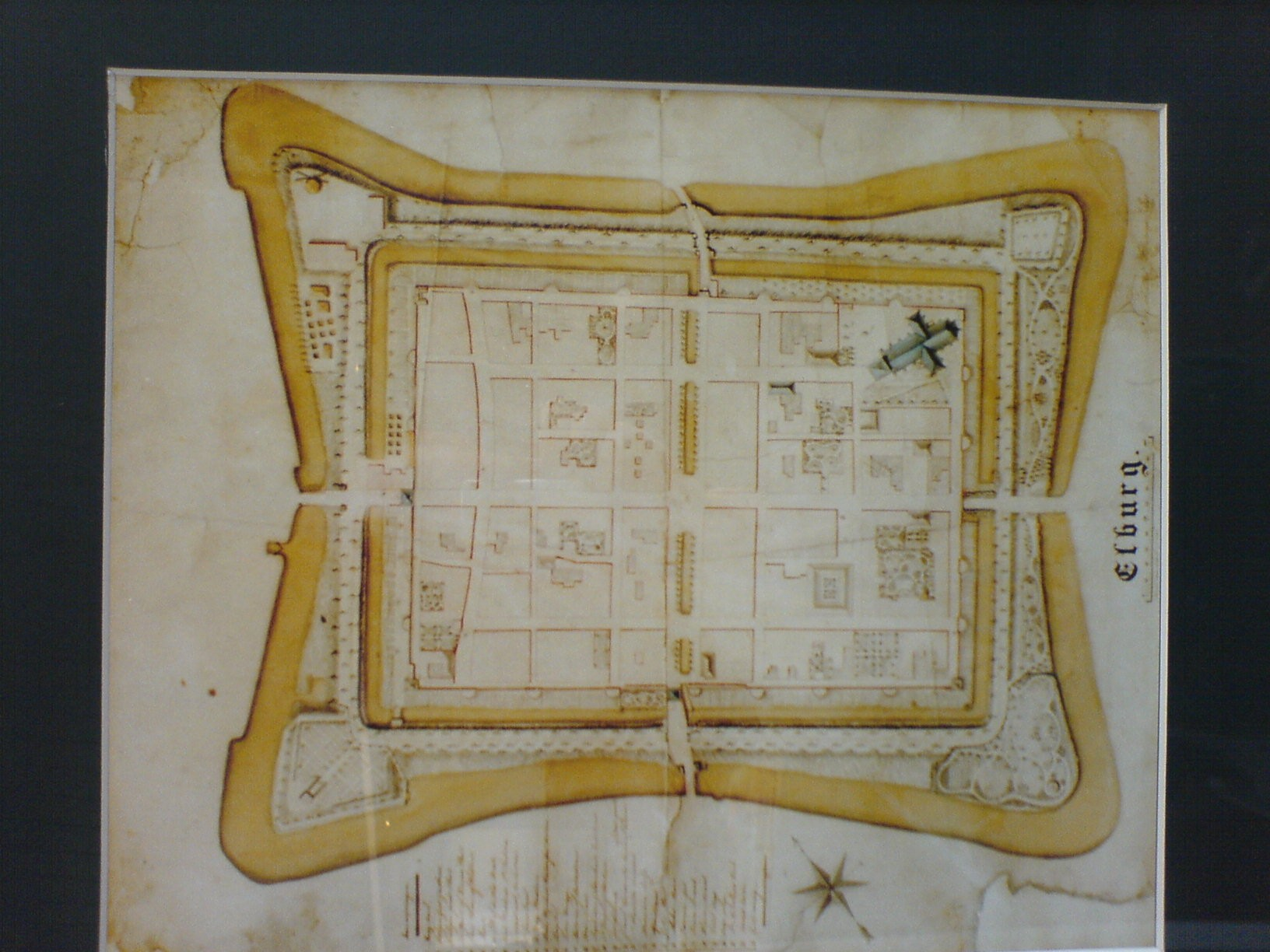
Situatie na 16de eeuw
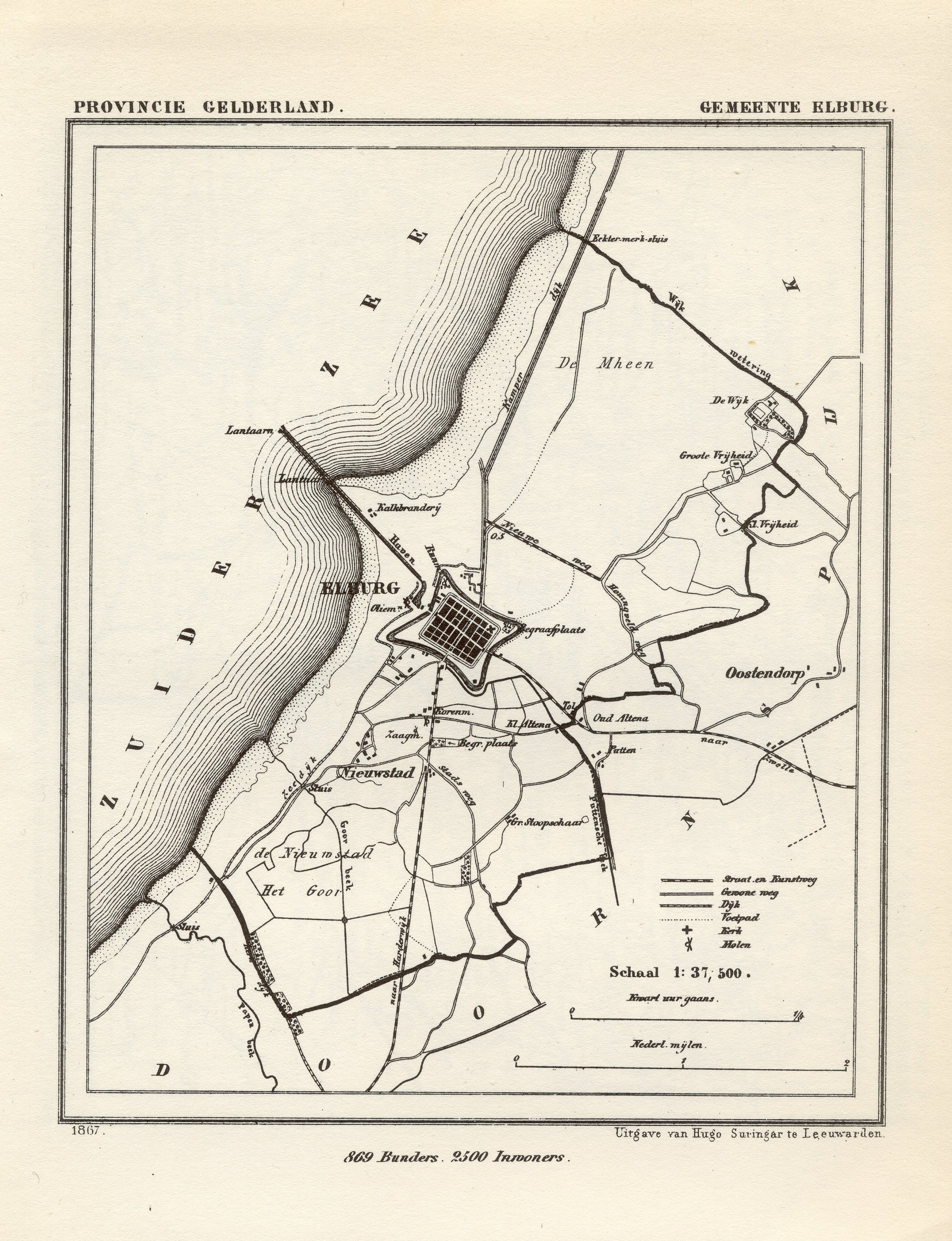
Plattegrond uit 1867
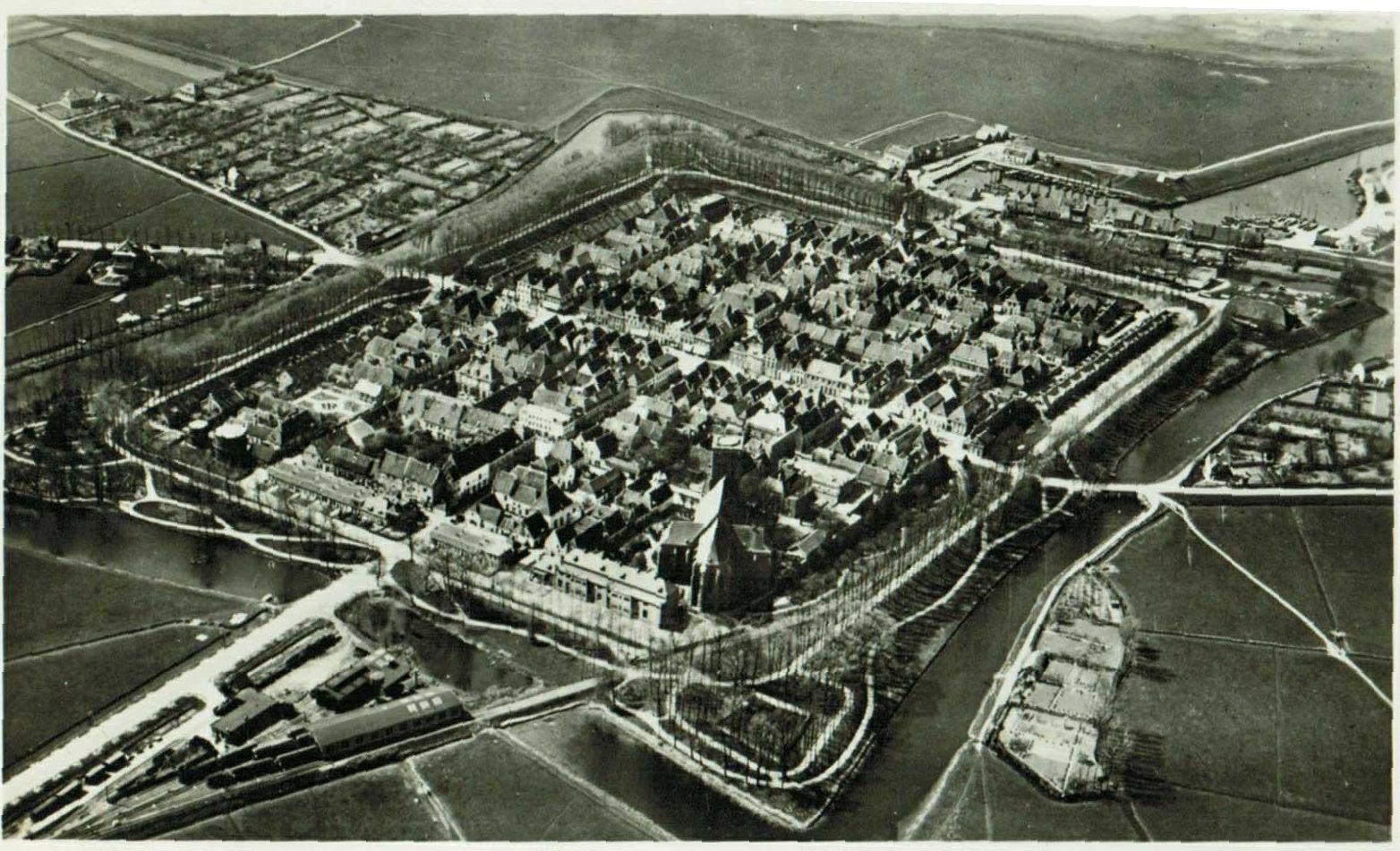
Luchtfoto van Elburg tussen 1908 en 1931 met op de voorgrond de remise van de Zuiderzeetram.
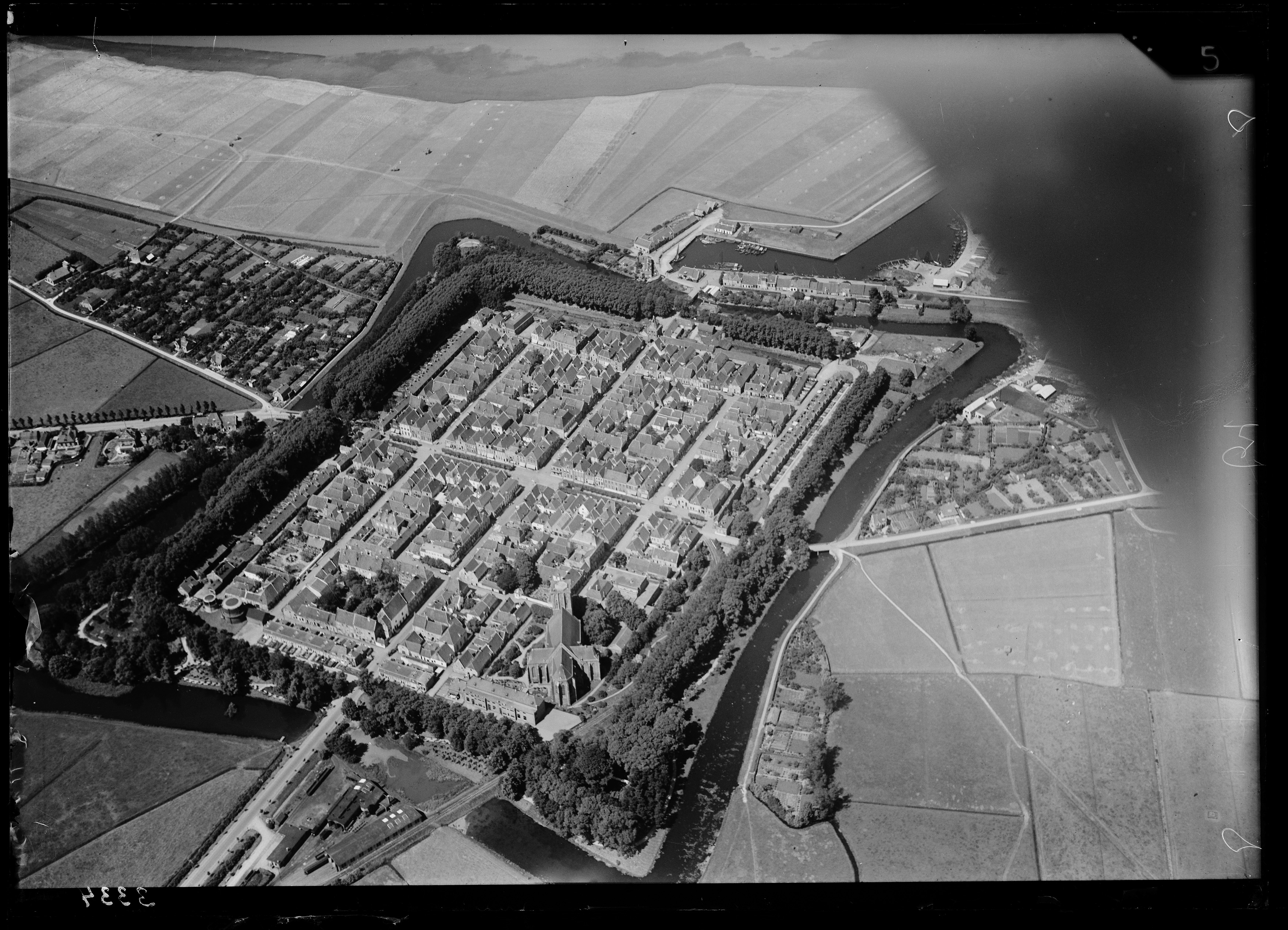
Luchtfoto van Elburg (1920-1940), met op de voorgrond de remise van de Zuiderzeetram (1908-1931), Nederlands Instituut voor Militaire Historie.
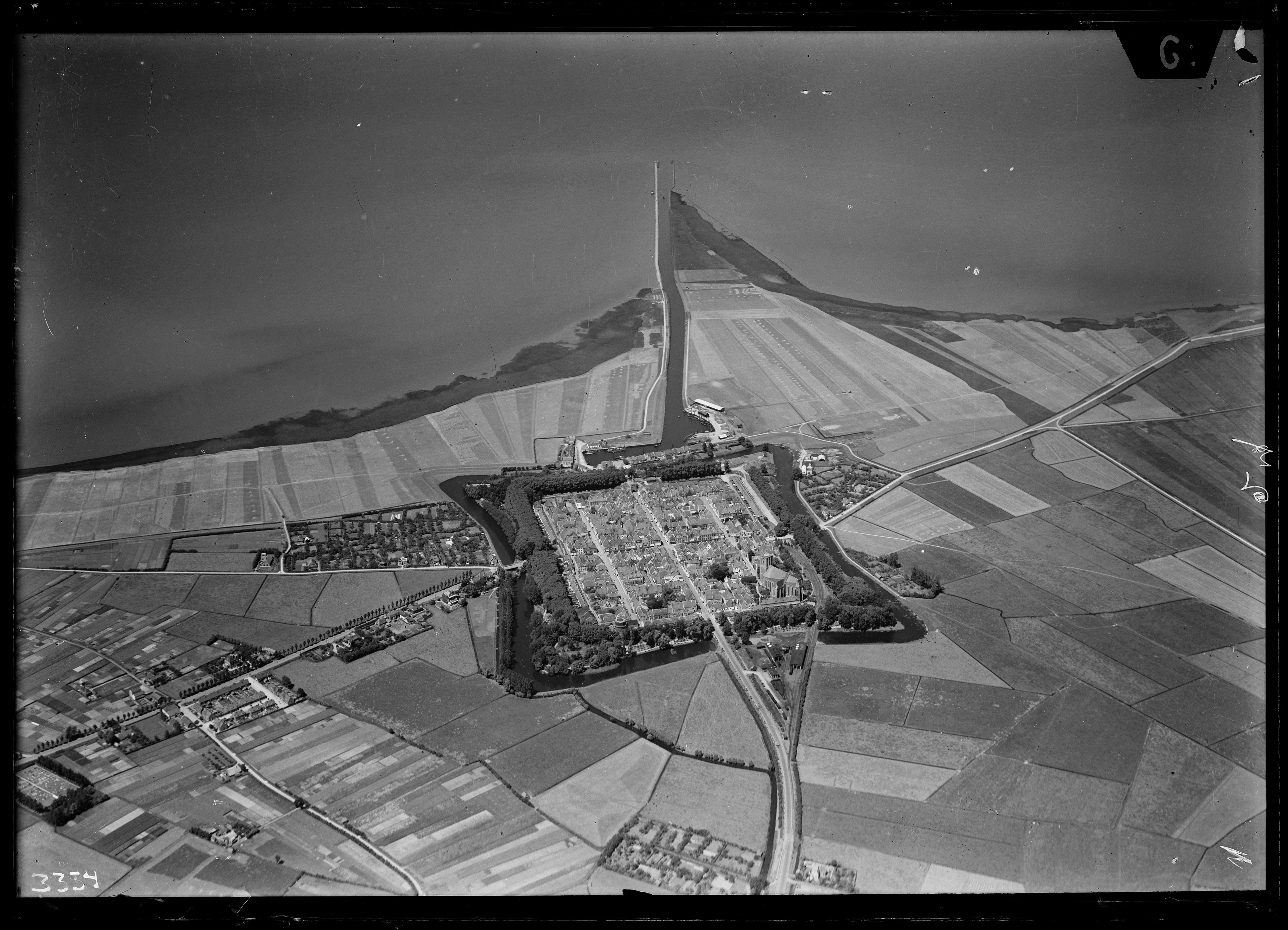
Luchtfoto van Elburg (1920-1940), voor 1931 (opheffing Zuiderzeetram), op de achtergrond de Zuiderzee, Nederlands Instituut voor Militaire Historie.
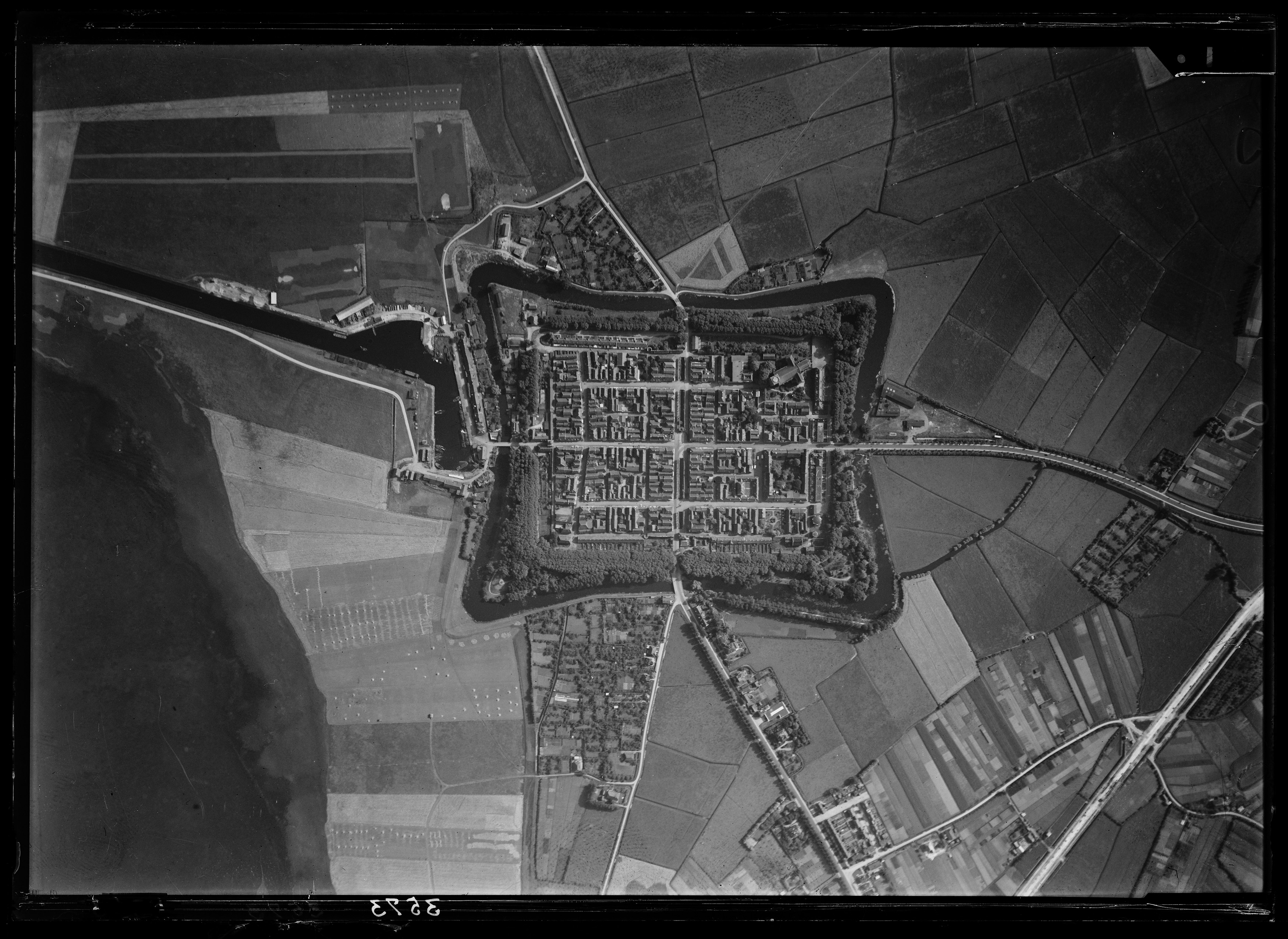
Luchtfoto van Elburg (1920-1940), na 1931 (opheffing Zuiderzeetram), Nederlands Instituut voor Militaire Historie.

## Trivia
- Elburg is een zeldzaam voorbeeld van het gebruik van de Gulden Snede in de stadsarchitectuur, waardoor de stad zich kenmerkt door rechte straten en stegen[28]. Echter, de gulden snede is hier niet perfect door de aanwezigheid van een enkele steeg die niet recht is, de zogeheten Krommesteeg.[29]